# (3226) Plinius
(3226) Plinius es un asteroide que forma parte del cinturón de asteroides y fue descubierto por Ingrid van Houten-Groeneveld, Cornelis Johannes van Houten y Tom Gehrels el 24 de septiembre de 1960 desde el observatorio del Monte Palomar, Estados Unidos.

## Designación y nombre
Plinius se designó al principio como 6565 P-L.
Posteriormente, en 1990, fue nombrado en honor del escritor romano Plinio el Viejo (23-79), muerto durante la erupción del Vesubio del año 79.

## Características orbitales
Plinius está situado a una distancia media de 2,873 ua del Sol, pudiendo alejarse hasta 3,08 ua y acercarse hasta 2,667 ua. Su excentricidad es 0,07183 y la inclinación orbital 3,061 grados. Emplea en completar una órbita alrededor del Sol 1779 días.

## Características físicas
La magnitud absoluta de Plinius es 13,2.